# Asunción Ocasio
Asunción Ocasio Rodríguez (Boston, 6 de junio de 1987) es una deportista puertorriqueña que compitió en taekwondo. Ganó una medalla en los Juegos Panamericanos de 2007, y tres medallas en el Campeonato Panamericano de Taekwondo entre los años 2004 y 2010.

## Palmarés internacional
| Juegos Panamericanos    | Juegos Panamericanos            | Juegos Panamericanos | Juegos Panamericanos |
| Año                     | Lugar                           | Medalla              | Categoría            |
| ----------------------- | ------------------------------- | -------------------- | -------------------- |
| 2007                    | Río de Janeiro (Brasil)         | Medalla de bronce    | –67 kg               |
| Campeonato Panamericano |                                 |                      |                      |
| Año                     | Lugar                           | Medalla              | Categoría            |
| 2004                    | Santo Domingo (Rep. Dominicana) | Medalla de plata     | –67 kg               |
| 2006                    | Buenos Aires (Argentina)        | Medalla de bronce    | –67 kg               |
| 2010                    | Monterrey (México)              | Medalla de plata     | –67 kg               |